# دوني إيلدر
دوني إيلدر (بالإنجليزية: Donnie Elder)‏ هو لاعب كرة قدم أمريكية أمريكي، ولد في 13 ديسمبر 1962 في تشاتانوغا في الولايات المتحدة.

## وصلات خارجية
- دوني إيلدر على موقع مرجع كرة القدم المحترفة.كوم (الإنجليزية)